# Wierzchów (obwód rówieński)
Wierzchów (ukr. Верхів) – wieś na Ukrainie, w obwodzie rówieńskim, w rejonie rówieńskim.
Do 2020 roku w rejonie ostrogskim.
W czasie okupacji niemieckiej mieszkająca tutaj ukraińska rodzina Sirików ukrywała Żydów – Binjamina Petruszkę, który był mężem Kateryny Sirik oraz ich córkę Annę. W 2000 roku Instytut Jad Waszem uhonorował za to tytułami Sprawiedliwych wśród Narodów Świata Stratona Sirika i jego córki – Wałentynę i Katerynę (która została ona zabita w styczniu 1943 przez antysemicko nastawionych Ukraińców).

## Zabytki
- pałac – wybudowany przez Janusza hr. Ilińskiego pod lasem. Wokół pałacu powstał ogród z parkiem założony przez słynnego ogrodnika Dionizego Miklera, profesora botaniki liceum w Krzemieńcu, twórcę parków i ogrodów na Wołyniu i Podolu.